# ПСГ Страхотина
ПСГ Страхотина — підземне сховище природного газу, розташоване на південному сході Польщі.
З 1928 року у Підкарпатському воєводстві за два десятки кілометрів на південний схід від Коросно розроблялось родовище природного газу Страхотина, затверджені запаси якого склали 3,8 млрд м3. У 1982-му виснажене родовище перетворили на підземне сховище блакитного палива, для чого використали два із трьох його основних горизонтів.
Первісно активна ємність сховища становила 150 млн м3, а на початку 2010-х була збільшена до 330 млн м3 (на сайти власника — компанії PGNiG — наразі зазначається показник у 360 млн м3). При цьому буферна ємність склала 728 млн м3, з яких 530 млн м3 за необхідності можливо буде видобути. Об'єкт має здатність повністю видавати свою активну ємність протягом 120 днів.
Закачування газу до сховища відбувається під тиском від 2,6 до 4,4 МПа, а зворотній відбір здійснюється при показниках від 1,8 до 2,8 МПа.
Джерелом заповнення сховища тривалий час були імпортні поставки з території України та перемишльського газового родовища (найбільше в історії газовидобувної промисловості Польщі) через трубопровід Германовиці — Страхотина. На початку 2020-х заплановано перетворити Страхотину на газовий хаб, куди підходитимуть магістральний газопровід від балтійського узбережжя та інтерконектори зі Словаччиною та Україною (в межах цих планів вже запущено нову нитку на ділянці до Германовиць).
Видача газу зі сховища може відбуватись напряму до газорозподільчої мережі, котра обслуговує район Сянік — Коросно — Ясло (можливо відзначити, що колись саме тут спорудили першу значну газопровідну систему Польщі — Підкарпатську магістраль). 